# Obwód Dubno Armii Krajowej
Obwód Dubno – jednostka terytorialna Związku Walki Zbrojnej, a następnie Armii Krajowej.
Obwód Dubno wchodził wraz z Obwodem Krzemieniec AK w skład Inspektoratu Rejonowego Dubno Okręgu Wołyń („Konopie”).

## Skład
- Odcinek Dubno

## Komendanci Obwodu
- Witold Bronowski ps. „Kobra” (– lato 1943[2],) → aresztowany